# 小西貴雄
小西 貴雄（こにし たかお、1965年7月5日 - ）は、日本の作曲家、編曲家、キーボーディスト。東京都出身。血液型A型。

## 人物
1989年より、旧友である中西圭三とのコンビで作曲家としての活動を開始。中西のデビュー後は、彼の作品でアレンジャーとして活躍するとともに、他アーティストの作品への参加も増える。代表的なところでは、ゴスペラーズ、ブラックビスケッツ、広瀬香美、SMAP、鈴木雅之、相川七瀬など。
ハロー!プロジェクト系作品での仕事が多く、また「おかあさんといっしょ」（NHK Eテレ）内での楽曲提供や編曲も行っている。
中西が担当した特撮テレビドラマ『ウルトラギャラクシー大怪獣バトル NEVER ENDING ODYSSEY』の主題歌編曲を手がけると同時に、ウルトラシリーズ専属音楽ユニットvoyagerへの楽曲提供を開始。2013年には、特撮テレビドラマ『ウルトラマンギンガ』で自身初となる劇伴を担当し、以後『ウルトラマンオーブ』（2016年）までウルトラシリーズのテレビ4作品とその派生作品の音楽を手がけた。

## 提供作品
相川七瀬
- 「万華鏡」（編曲・キーボード）
- 「リアルな夢」（編曲・プログラミング・キーボード）
- 「祈り」（編曲・プログラミング・キーボード）

ICE BOX BABY
- 「二人だけの神話」（編曲）

eye's
- 「Melody 〜prologue〜」（コーラスアレンジ）
- 「Still More」（編曲・キーボード）
- 「シチュー・DE・ディナー」（編曲・キーボード）
- 「Melody」（編曲・キーボード）
- 「ワクワクドキドキ夏が来た」（編曲・共コーラスアレンジ）（コーラスアレンジはeye'sと共同）
- 「ピカピカの女になれ」（編曲・共コーラスアレンジ）（コーラスアレンジはeye'sと共同）

浅香唯
- 「ハープ橋を超えて...」（作曲・編曲・プログラミング・キーボード）

東野純直
- 「愛し方も分からずに」（編曲・キーボード）
- 「One Way」（編曲・キーボード）

亜波根綾乃
- 「わたし」（共作曲・編曲）（作曲は中西圭三と共作）
- 「小さな勇気」（共作曲・編曲）（作曲は中西圭三と共作）

安室奈美恵 with SUPER MONKEY'S
- 「PARADISE TRAIN」（編曲・キーボード）
- 「悲しきブロークン・ボーイ」（作曲・編曲・キーボード）

alan
- 「eternal love 〜恋の花〜」（編曲・キーボード・ピアノ）

EE JUMP
- 「おっととっと夏だぜ!」（編曲）
- 「決心した夜」（編曲）

諫山実生
- 「恋花火」（編曲・キーボード）
- 「雪月花」（編曲・キーボード）

市川由衣
- 「雨」（編曲）
- 「love letter」（編曲）
- 「Fu Fu Fu☆Boyfriend」（編曲）
- 「愛は勝つ」（編曲）
- 「orange」（編曲）

五木ひろし
- 「北前船」（編曲）

AKB48関連
- SDN48
  - 「口説きながら麻布十番 duet with みの もんた」（作曲）

- 渡り廊下走り隊7
  - 「夕陽のいじわる」（編曲）
  - 「姉妹どんぶり」（編曲）

加護亜依
- 「no hesitAtIon」（編曲）
- 「Children of the night」（編曲）

Coming Century
- 「夏のかけら」（編曲）

木村至信BAND
- 「夕暮れレノン」（木村至信BANDと共編曲）

清竜人25
- 「譲れない...In My Heart...♡」（編曲）

GWINKO
- 「夏の後悔」（編曲・キーボード）
- 「誰も好きにならない」（作曲・編曲・キーボード）
- 「ブーゲンビリアを抱いて笑って」（編曲・キーボード）

ゴスペラーズ
- 「Promise」（編曲）
- 「JUST FEEL IT」（編曲）
- 「Winter Cheers!」（作曲・編曲）
- 「Sparklin」（編曲）
- 「NO MORE TEARS」（編曲）
- 「I LOVE YOU, BABY」（共作曲・編曲）（作曲は中西圭三と共作）

小林登美子
- 「幸せをもう少しだけ」（作曲・共コーラスアレンジ）（コーラスアレンジは秋山浩一、石井為人、小林登美子と共同）
- 「ささやかな奇跡」（秋山浩一、石井為人、小林登美子と共コーラスアレンジ）

佐藤美樹
- 「ずっとCrazy for you」（編曲・ピアノ）
- 「ふりむけばいつでもあなたが...」（編曲・ピアノ）
- 「あなたに似合う女性になるために」（編曲・ピアノ）
- 「I MISS YOU, Darling」（編曲・ピアノ）
- 「NOT ALONE」（編曲・ピアノ）
- 「絵葉書」（編曲・シンセサイザー）
- 「誰よりも」（編曲・シンセサイザー）
- 「満月のベイエリア」（編曲・ピアノ・シンセサイザー）
- 「笑顔から始めましょう」（編曲・シンセサイザー・ギロ・マラカス）
- 「私を愛してみて」（編曲・シンセサイザー）
- 「Dream of Savanna」（編曲・シンセサイザー）
- 「冬の増刊号」（編曲・シンセサイザー）

J-100
- 「飛躍」（編曲）

See-Saw
- 「La La Africa」（編曲・シンセサイザー）
- 「永遠」（編曲・シンセサイザー）
- 「不透明水彩絵具」（編曲・シンセサイザー）
- 「遠いティンパニ」（編曲・シンセサイザー）

シャ乱Q
- 「やっぱり」（シャ乱Qと共編曲）
- 「most」（編曲）

少年隊
- 「愛と沈黙」（共作曲・編曲）（作曲は中西圭三と共作）

ジュリリ・ジュリラン・未来・ゴロゴロコロニー13世
- 「ジュリリジュリランミライ」（編曲）[2]
- 「Gravity（仮）」（編曲）[3]
- 「AI♡SUNNY」（作曲・編曲）[4]
- 「レトロクリスマス。」（作曲・編曲）[5]

SMAP
- 「Triangle」（編曲）
- 「夏目憂歌」（編曲・キーボード）
- 「がんばれ王子」（編曲）

Z-1
- 「Vibe!」（作曲・共編曲）（編曲は下町兄弟と共同）
- 「風にふかれて」（作曲・共編曲）（編曲は下町兄弟と共同）
- 「You Your You」（作曲・共編曲）（編曲は下町兄弟と共同）
- 「スマートな恋じゃつまらない」（作曲・共編曲）（編曲は下町兄弟と共同）

ZOO
- 「CarelessDance」（中西圭三と共作曲）
- 「LastPlay」（中西圭三と共作曲）
- 「Native」（中西圭三と共作曲）
- 「DADA'S Theme Count Down」（中西圭三と共作曲）
- 「Her Hard Heart Hurt」（中西圭三と共作曲）
- 「Present Pleasure」（編曲）
- 「Party」（共作曲・編曲）（作曲は中西圭三と共作）
- 「One Night Lover」（中西圭三と共作曲）

ソニン
- 「MISSING YOU」（編曲・キーボード）

高橋愛・田中れいな・夏焼雅
- 「愛のドンデン返し」（編曲）

DASEIN
- 「君の街に降れるオリオン 」（編曲）

つりビット
- 「FISH ISLAND」（作曲・編曲）
- 「桜じゅうたん」（編曲）

deeps
- 「Egoist」（作曲・編曲）

20th Century
- 「OPEN THE GATE」（共作曲・編曲）（作曲は中西圭三と共作）

AAA
- 「Get チュー!」（編曲・キーボード）
- 「花火」（作曲・編曲・キーボード）
- 「あきれるくらいわがままな自由」（編曲・キーボード）
- 「YA-YA-YA」（編曲・キーボード）

Dream5
- 「We are めっchallenger」（編曲）

Dorothy Little Happy
- 「ジャンプ!」（坂本サトルと共編曲）
- 「見ていてエンジェル」（坂本サトルと共編曲）
- 「冬の桜 〜Winter flower〜」（坂本サトルと共編曲）
- 「ソウル17」（坂本サトルと共編曲）
- 「ラストウィッシュ～同じ色のクリスマス」（坂本サトルと共編曲）

中西圭三
- 「タンジェリン・アイズ」（共作曲・共編曲）（作曲は中西圭三、編曲は小林信吾と共作）
- 「Love Again」（共作曲・共編曲）（作曲は中西圭三、編曲は小林信吾と共作）
- 「片想いのバースデー」（共作曲・共編曲）（作曲は中西圭三、編曲は小林信吾と共作）
- 「遠い夜明け」（共作曲・編曲）（作曲は中西圭三と共作）
- 「Woman」（遠山淳と共編曲）
- 「君は君の誇り」（遠山淳と共編曲）
- 「Ticket To Paradise」（編曲・キーボード）
- 「あの空を忘れない」（編曲）
- 「You And I」（共作曲・編曲・キーボード）（作曲は中西圭三と共作）
- 「たったひとつの愛を」（編曲）
- 「A.C.E.」（編曲・共コーラスアレンジ）（コーラスアレンジは中西圭三と共同）
- 「MUST BE HEAVEN」（編曲）
- 「愛はいま」（編曲・共プロデュース）
- 「願い」（編曲・共プロデュース）
- 「迷宮の楽園」（編曲）
- 「SON OF THE SUN」（中西圭三と共作詞）
- 「素敵なことは変わらない」（編曲・キーボード）
- 「Glory Days」（共編曲・共コーラスアレンジ・キーボード）（編曲は遠山淳、コーラスアレンジは村松邦男、中西圭三と共同）
- 「みあげてごらん」（編曲・キーボード）
- 「青い影」（共作曲・編曲・キーボード）（作曲は中西圭三と共作）
- 「手のひら」（中西圭三と共作曲）
- 「夜に火をつけて」（共作曲・編曲・キーボード）（作曲は中西圭三と共作）
- 「Precious Love」（編曲）

中村中
- 「風立ちぬ」（編曲・キーボード・アコースティックピアノ）

中山美穂
- 「Vermilion Crime」（共作曲・編曲）（作曲は中西圭三と共作）
- 「秒読みのJealousy」（共作曲・編曲）（作曲は中西圭三と共作）

西田ひかる
- 「ある朝、恋について考えたこと」（編曲）
- 「二人の空」（編曲）
- 「アネモネ」（編曲）

PaniCrew
- 「DisCoNection」（編曲）
- 「BIG UP!」（編曲）
- 「レッツゴー・クレイジー!」（編曲）
- 「Rising Sun」（作曲・編曲）

PARADISE GO!! GO!!
- 「Eternal summer」（編曲）

ハロー!プロジェクト関連
- あか組
  - 「赤い日記帳」（編曲・プログラミング）

- 安倍なつみ
  - 「22歳の私」（編曲・プログラミング・キーボード）
  - 「小説の中の二人」（編曲）
  - 「…ひとりぼっち…」（編曲・プログラミング）

- アンジュルム
  - 「交差点」（編曲・プログラミング）

- 飯田圭織
  - 「桜の花が咲く頃」（作曲・編曲・プログラミング・コーラス）

- おけいさんと安倍なつみ
  - 「母と娘のデュエットソング」（編曲・プログラミング・ピアノ）
  - 「恋」（編曲）

- おはガールメープル with スマイレージ
  - 「マイ・スクール・マーチ」（三浦秀秋と共編曲）

- おどる♥11
  - 「幸せきょうりゅう音頭」（編曲・プログラミング・キーボード）

- 後藤真希
  - 「手を握って歩きたい」（編曲・プログラミング・キーボード）
  - 「DANCE DANCE DANCE」（編曲・プログラミング）

- 10人祭
  - 「ダンシング! 夏祭り」（編曲・プログラミング・キーボード）

- タンポポ
  - 「ラストキッス」（編曲・プログラミング・キーボード）
  - 「愛の唄」（編曲・プログラミング）
  - 「たんぽぽ (Single Version)」（編曲・プログラミング・キーボード）
  - 「聖なる鐘がひびく夜」（編曲・プログラミング・キーボード）
  - 「誕生日の朝」（編曲・プログラミング・キーボード）
  - 「ONE STEP」（編曲・プログラミング・キーボード）
  - 「スキ」（編曲・プログラミング・キーボード）

- 太陽とシスコムーン
  - 「月と太陽」（下町兄弟と共編曲・共プログラミング）
  - 「Get on my Love」（下町兄弟と共編曲・共プログラミング）
  - 「丸い太陽 -winter ver.-」（下町兄弟と共編曲・共プログラミング）

- 中澤裕子
  - 「悔し涙 ぽろり」（編曲）
  - 「東京発 最終」（編曲）
  - 「長良川の晴れ」（編曲）

- バカ殿様とミニモニ姫。
  - 「アイ～ン体操」（編曲・キーボード）

- 美勇伝
  - 「シュワッ」（編曲・プログラミング）

- プッチモニ
  - 「DREAM & KISS」（編曲・プログラミング・キーボード）
  - 「バイセコー大成功!」（編曲・プログラミング・キーボード）
  - 「BABY! 恋にKNOCK OUT!」（編曲・プログラミング・キーボード）
  - 「負けない 負けたくない」（編曲・プログラミング・キーボード）
  - 「ザ★プチモビクス (メドレー Version)」（編曲・プログラミング・キーボード）
  - 「ザ★プチモビクス2 (メドレー Version)」（編曲・プログラミング・キーボード）

- 平家みちよ
  - 「プロポーズ」（編曲・プログラミング・タンバリン）

- Berryz工房
  - 「21時までのシンデレラ」（編曲・プログラミング）
  - 「にぎやかな冬」（編曲・プログラミング）
  - 「青春大通り」（編曲・プログラミング）
  - 「Bye Bye またね」（編曲・プログラミング・キーボード）

- 前田有紀
  - 「さらさらの川」（編曲）
  - 「それは不思議」（編曲）

- 松浦亜弥
  - 「100回のKISS」（編曲・プログラミング）
  - 「ずっと 好きでいいですか」（鈴木Daichi秀行と共編曲）
  - 「砂を噛むように…NAMIDA」（たいせーと共編曲）
  - 「S君」（編曲・プログラミング）
  - 「SHINE MORE」（編曲・プログラミング）
  - 「ナビが壊れた王子様 (LOVE CHANCE)」（編曲・プログラミング）

- 真野恵里菜
  - 「ジャスミンティー」（編曲）
  - 「嵐の前のキャンドル」（編曲）

- ミニモニ。
  - 「ミニモニ。ジャンケンぴょん!」（編曲・プログラミング・キーボード）
  - 「ミニモニ。テレフォン! リンリンリン」（編曲・プログラミング・キーボード）
  - 「ミニモニ。バスガイド」（編曲・プログラミング・キーボード）
  - 「ミニモニ。ひなまつり!」（編曲・プログラミング・キーボード）
  - 「ミニモニ。の歌」（つんくと共編曲・オルガン・フットステップ）
  - 「ミニモニ。のでっかい旅」（編曲・プログラミング・キーボード）
  - 「お菓子の街」（編曲・プログラミング・キーボード）
  - 「ズキュンLOVE」（編曲）
  - 「げんき印の大盛りソング」（編曲・キーボード）
  - 「ピ〜ヒャラ小唄」（編曲・プログラミング）

- メロン記念日
  - 「Wa! かっちょEなッ!」（編曲・プログラミング）
  - 「ガールズパワー・愛するパワー」（編曲）
  - 「ほとんどがあなたです」（編曲・プログラミング）
  - 「THE 二枚目 ～ON MY WAY～」（編曲・プログラミング）

- モーニング娘。
  - 「Happy Night」（編曲・プログラミング）
  - 「Never Forget」（編曲・プログラミング）
  - 「恋の始発列車」（編曲・プログラミング・キーボード）
  - 「ふるさと」（編曲・プログラミング・キーボード）
  - 「忘れらんない」（下町兄弟と共編曲）
  - 「モーニング娘。のひょっこりひょうたん島」（編曲・プログラミング・キーボード）
  - 「Never Forget (Rock ver.)」（酒井ミキオと共編曲）
  - 「愛あらばIT'S ALL RIGHT」（編曲・プログラミング）
  - 「がんばれ 日本 サッカー ファイト!」（編曲・プログラミング・キーボード）
  - 「愛車 ローンで」（編曲・プログラミング）
  - 「いきまっしょい!」（編曲・プログラミング・キーボード）
  - 「なんにも言わずに I LOVE YOU」（編曲・プログラミング・キーボード）
  - 「女神 〜Mousseな優しさ〜」（編曲・プログラミング・キーボード）
  - 「Say Yeah! -もっとミラクルナイト-」（編曲・プログラミング・キーボード）

光GENJI
- 「2.5.7」（編曲）
- 「HEAT TRAP」（作曲・編曲）

平松まゆき
- 「たかが恋よ されど恋ね」（編曲）
- 「幸福の権利」（編曲）
- 「青のGeneration」（編曲）
- 「言葉はオルゴール」（編曲）
- 「もっとちゃんと。」（編曲）
- 「さよならの伝説」（編曲）
- 「Kira Kira」（編曲）
- 「チャリンコデイコウ」（編曲）
- 「Kiss is a magic」（編曲）
- 「花束」（編曲）
- 「突然の電話」（編曲）
- 「Paradiso（パラディソ）」（作曲・編曲）

広瀬香美
- 「ロマンスの神様」（広瀬香美と共編曲）
- 「na na na…」（広瀬香美と共編曲）
- 「GOOD LUCK!」（編曲）
- 「No World Without You」（編曲）
- 「Introduction―Make me smile」（広瀬香美と共編曲）
- 「SUCCESS STORY」（編曲）
- 「How To Love」（広瀬香美と共編曲）
- 「Make me smile (reprise)」（広瀬香美と共編曲）
- 「生きがい」（広瀬香美と共編曲）
- 「恋人募集中」（編曲）

Pinkish
- 「花火」（編曲）
- 「たなばたさま」ROCKバージョン（編曲）
- 「たなばたさま」POPSバージョン（編曲）
- 「JAMBO」（作曲・編曲）
- 「走れ!!」（作曲・編曲）
- 「恋のカラフルパレット」（作曲・編曲）
- 「ふる里」（作曲・編曲）
- 「とびだせ！青春」（作曲・編曲）
- 「おかしなじかん」（作曲・編曲）

Folder5
- 「Piece of wish」（編曲）

ブラックビスケッツ
- 「Timing」（共作曲・編曲）（作曲は中西圭三と共同）

Prits
- 「告白“決めてよ!”」（作曲・編曲）
- 「Frozen Lover」（作曲・編曲）
- 「Party DE Bon Appetit!」（作曲・編曲）

堀江由衣
- 「ALL MY LOVE」（編曲）

dps
- 「EGOIST」（作曲・編曲）

観月ありさ
- 「SHAKE YOUR BODY FOR ME|恋人逹のソネット」（共作曲・編曲）（作曲は中西圭三と共作）
- 「Wings Of Love」（編曲）
- 「愛されてるって感じてる？」（共作曲・編曲）（作曲は中西圭三と共作）

宮本佳林
- 「バイオレット・サンセット」（編曲）
- 「ビーズに願いを」（編曲）
- 「約束の愛の歌」（編曲）

諸星和己
- 「CRAZY ON YOU」（編曲）

L'Arc〜en〜Ciel
- 「flower」（L'Arc〜en〜Cielと共編曲）
- 「さようなら」（L'Arc〜en〜Cielと共編曲）
- 「I WISH」（L'Arc〜en〜Cielと共編曲）

Le Couple
- 「片想いのオレンジ」（編曲）

## 劇伴担当
- ウルトラマンギンガ （2013年）
- ウルトラマンギンガ 劇場スペシャル（2013年）
- ウルトラマンギンガ 劇場スペシャル ウルトラ怪獣☆ヒーロー大乱戦！（2014年）
- ウルトラマンギンガS（2014年）
- 劇場版 ウルトラマンギンガS 決戦!ウルトラ10勇士!!（2015年）
- ウルトラマンX（2015年）
- 劇場版 ウルトラマンX きたぞ！われらのウルトラマン（2016年）
- ウルトラマンオーブ（2016年）
- ウルトラマンオーブ THE ORIGIN SAGA（2016年）
- 劇場版 ウルトラマンオーブ 絆の力、おかりします!（2017年）
- ウルトラマンオーブ THE CHRONICLE（2018年）